# Малоя (регион)
Регион Малоя (нем. Region Maloja, итал. Regione Maloja, романш. Regiun Malögia) — регион швейцарского кантона Граубюнден, учрежденный 1 января 2016 года в результате региональной реформы кантона Граубюнден. Был образован из бывшего округа Малоя.
Административным центром считается коммуна Самедан.

## География
Самой высокой точкой региона считается гора Тёди (4049 м).
Через регион протекает река Мера, впадающая в озеро Комо, и река Инн, пересекающая долину Энгадин.
В регионе также расположены несколько озер: Альбина, Зильс, Сильваплана, Шампфер, Санкт-Мориц и Бьянко.
Регион Малоя граничит с регионом Альбула на севере, регионом Энджадина-Басса/Валь-Мюштайр на востоке, регионом Бернина на юго-востоке и ломбардской провинцией Сондрио (Италия) на юге и юго-востоке.

## Административное деление
Регион Малоя из 12 муниципалитетов.
| №  | Герб | Название               | Население | Площадь на км² |
| -- | ---- | ---------------------- | --------- | -------------- |
| 1  |      | Бевер                  | 607       | 13,26          |
| 2  |      | Челерина/Шларинья      | 1411      | 62,53          |
| 3  |      | Мадулайн               | 197       | 12,71          |
| 4  |      | Понтрезина             | 2077      | 18,16          |
| 5  |      | Ла-Пунт-Чамуэшч        | 732       | 10,73          |
| 6  |      | Самедан                | 2913      | 25,59          |
| 7  |      | Санкт-Мориц            | 4926      | 170,16         |
| 8  |      | Шчанф                  | 706       | 4,93           |
| 9  |      | Зильс-им-Энгадин/Зегль | 708       | 11,04          |
| 10 |      | Сильваплана            | 1089      | 25,28          |
| 11 |      | Цуоц                   | 1218      | 17,89          |
| 12 |      | Брегалья               | 1578      | 6,18           |